# Венда, Клаус
Клаус Венда (13 сентября 1941, Вена) — австрийский шахматный композитор; международный арбитр (1968), международный гроссмейстер (2010) по шахматной композиции. Президент (1986—1992) Постоянной комиссии ФИДЕ по шахматной композиции. Юрист. Составляет задачи разных жанров, преимущественно многоходовки логического стиля. Особое внимание уделяет задачам-близнецам. С 1961 опубликовал около 1000 задач. На конкурсах удостоен 200 призов (из них 70 — первых).

## Задачи
|   | a | b | c | d | e | f | g | h |   |
| - | --- | --- | --- | --- | --- | --- | --- | --- | - |
| 8 | g8 белый слон · b7 белый конь · d7 чёрная пешка · g7 чёрная пешка · b6 белая пешка · c6 чёрный король · d6 белый конь · f6 чёрная пешка · a5 белый король · b5 чёрная пешка · b4 чёрная пешка · a3 белая пешка · b2 чёрная пешка · c2 белая пешка · d2 белая пешка · e2 белая пешка · f2 чёрный конь · h2 чёрная пешка | g8 белый слон · b7 белый конь · d7 чёрная пешка · g7 чёрная пешка · b6 белая пешка · c6 чёрный король · d6 белый конь · f6 чёрная пешка · a5 белый король · b5 чёрная пешка · b4 чёрная пешка · a3 белая пешка · b2 чёрная пешка · c2 белая пешка · d2 белая пешка · e2 белая пешка · f2 чёрный конь · h2 чёрная пешка | g8 белый слон · b7 белый конь · d7 чёрная пешка · g7 чёрная пешка · b6 белая пешка · c6 чёрный король · d6 белый конь · f6 чёрная пешка · a5 белый король · b5 чёрная пешка · b4 чёрная пешка · a3 белая пешка · b2 чёрная пешка · c2 белая пешка · d2 белая пешка · e2 белая пешка · f2 чёрный конь · h2 чёрная пешка | g8 белый слон · b7 белый конь · d7 чёрная пешка · g7 чёрная пешка · b6 белая пешка · c6 чёрный король · d6 белый конь · f6 чёрная пешка · a5 белый король · b5 чёрная пешка · b4 чёрная пешка · a3 белая пешка · b2 чёрная пешка · c2 белая пешка · d2 белая пешка · e2 белая пешка · f2 чёрный конь · h2 чёрная пешка | g8 белый слон · b7 белый конь · d7 чёрная пешка · g7 чёрная пешка · b6 белая пешка · c6 чёрный король · d6 белый конь · f6 чёрная пешка · a5 белый король · b5 чёрная пешка · b4 чёрная пешка · a3 белая пешка · b2 чёрная пешка · c2 белая пешка · d2 белая пешка · e2 белая пешка · f2 чёрный конь · h2 чёрная пешка | g8 белый слон · b7 белый конь · d7 чёрная пешка · g7 чёрная пешка · b6 белая пешка · c6 чёрный король · d6 белый конь · f6 чёрная пешка · a5 белый король · b5 чёрная пешка · b4 чёрная пешка · a3 белая пешка · b2 чёрная пешка · c2 белая пешка · d2 белая пешка · e2 белая пешка · f2 чёрный конь · h2 чёрная пешка | g8 белый слон · b7 белый конь · d7 чёрная пешка · g7 чёрная пешка · b6 белая пешка · c6 чёрный король · d6 белый конь · f6 чёрная пешка · a5 белый король · b5 чёрная пешка · b4 чёрная пешка · a3 белая пешка · b2 чёрная пешка · c2 белая пешка · d2 белая пешка · e2 белая пешка · f2 чёрный конь · h2 чёрная пешка | g8 белый слон · b7 белый конь · d7 чёрная пешка · g7 чёрная пешка · b6 белая пешка · c6 чёрный король · d6 белый конь · f6 чёрная пешка · a5 белый король · b5 чёрная пешка · b4 чёрная пешка · a3 белая пешка · b2 чёрная пешка · c2 белая пешка · d2 белая пешка · e2 белая пешка · f2 чёрный конь · h2 чёрная пешка | 8 |
| 7 | g8 белый слон · b7 белый конь · d7 чёрная пешка · g7 чёрная пешка · b6 белая пешка · c6 чёрный король · d6 белый конь · f6 чёрная пешка · a5 белый король · b5 чёрная пешка · b4 чёрная пешка · a3 белая пешка · b2 чёрная пешка · c2 белая пешка · d2 белая пешка · e2 белая пешка · f2 чёрный конь · h2 чёрная пешка | g8 белый слон · b7 белый конь · d7 чёрная пешка · g7 чёрная пешка · b6 белая пешка · c6 чёрный король · d6 белый конь · f6 чёрная пешка · a5 белый король · b5 чёрная пешка · b4 чёрная пешка · a3 белая пешка · b2 чёрная пешка · c2 белая пешка · d2 белая пешка · e2 белая пешка · f2 чёрный конь · h2 чёрная пешка | g8 белый слон · b7 белый конь · d7 чёрная пешка · g7 чёрная пешка · b6 белая пешка · c6 чёрный король · d6 белый конь · f6 чёрная пешка · a5 белый король · b5 чёрная пешка · b4 чёрная пешка · a3 белая пешка · b2 чёрная пешка · c2 белая пешка · d2 белая пешка · e2 белая пешка · f2 чёрный конь · h2 чёрная пешка | g8 белый слон · b7 белый конь · d7 чёрная пешка · g7 чёрная пешка · b6 белая пешка · c6 чёрный король · d6 белый конь · f6 чёрная пешка · a5 белый король · b5 чёрная пешка · b4 чёрная пешка · a3 белая пешка · b2 чёрная пешка · c2 белая пешка · d2 белая пешка · e2 белая пешка · f2 чёрный конь · h2 чёрная пешка | g8 белый слон · b7 белый конь · d7 чёрная пешка · g7 чёрная пешка · b6 белая пешка · c6 чёрный король · d6 белый конь · f6 чёрная пешка · a5 белый король · b5 чёрная пешка · b4 чёрная пешка · a3 белая пешка · b2 чёрная пешка · c2 белая пешка · d2 белая пешка · e2 белая пешка · f2 чёрный конь · h2 чёрная пешка | g8 белый слон · b7 белый конь · d7 чёрная пешка · g7 чёрная пешка · b6 белая пешка · c6 чёрный король · d6 белый конь · f6 чёрная пешка · a5 белый король · b5 чёрная пешка · b4 чёрная пешка · a3 белая пешка · b2 чёрная пешка · c2 белая пешка · d2 белая пешка · e2 белая пешка · f2 чёрный конь · h2 чёрная пешка | g8 белый слон · b7 белый конь · d7 чёрная пешка · g7 чёрная пешка · b6 белая пешка · c6 чёрный король · d6 белый конь · f6 чёрная пешка · a5 белый король · b5 чёрная пешка · b4 чёрная пешка · a3 белая пешка · b2 чёрная пешка · c2 белая пешка · d2 белая пешка · e2 белая пешка · f2 чёрный конь · h2 чёрная пешка | g8 белый слон · b7 белый конь · d7 чёрная пешка · g7 чёрная пешка · b6 белая пешка · c6 чёрный король · d6 белый конь · f6 чёрная пешка · a5 белый король · b5 чёрная пешка · b4 чёрная пешка · a3 белая пешка · b2 чёрная пешка · c2 белая пешка · d2 белая пешка · e2 белая пешка · f2 чёрный конь · h2 чёрная пешка | 7 |
| 6 | g8 белый слон · b7 белый конь · d7 чёрная пешка · g7 чёрная пешка · b6 белая пешка · c6 чёрный король · d6 белый конь · f6 чёрная пешка · a5 белый король · b5 чёрная пешка · b4 чёрная пешка · a3 белая пешка · b2 чёрная пешка · c2 белая пешка · d2 белая пешка · e2 белая пешка · f2 чёрный конь · h2 чёрная пешка | g8 белый слон · b7 белый конь · d7 чёрная пешка · g7 чёрная пешка · b6 белая пешка · c6 чёрный король · d6 белый конь · f6 чёрная пешка · a5 белый король · b5 чёрная пешка · b4 чёрная пешка · a3 белая пешка · b2 чёрная пешка · c2 белая пешка · d2 белая пешка · e2 белая пешка · f2 чёрный конь · h2 чёрная пешка | g8 белый слон · b7 белый конь · d7 чёрная пешка · g7 чёрная пешка · b6 белая пешка · c6 чёрный король · d6 белый конь · f6 чёрная пешка · a5 белый король · b5 чёрная пешка · b4 чёрная пешка · a3 белая пешка · b2 чёрная пешка · c2 белая пешка · d2 белая пешка · e2 белая пешка · f2 чёрный конь · h2 чёрная пешка | g8 белый слон · b7 белый конь · d7 чёрная пешка · g7 чёрная пешка · b6 белая пешка · c6 чёрный король · d6 белый конь · f6 чёрная пешка · a5 белый король · b5 чёрная пешка · b4 чёрная пешка · a3 белая пешка · b2 чёрная пешка · c2 белая пешка · d2 белая пешка · e2 белая пешка · f2 чёрный конь · h2 чёрная пешка | g8 белый слон · b7 белый конь · d7 чёрная пешка · g7 чёрная пешка · b6 белая пешка · c6 чёрный король · d6 белый конь · f6 чёрная пешка · a5 белый король · b5 чёрная пешка · b4 чёрная пешка · a3 белая пешка · b2 чёрная пешка · c2 белая пешка · d2 белая пешка · e2 белая пешка · f2 чёрный конь · h2 чёрная пешка | g8 белый слон · b7 белый конь · d7 чёрная пешка · g7 чёрная пешка · b6 белая пешка · c6 чёрный король · d6 белый конь · f6 чёрная пешка · a5 белый король · b5 чёрная пешка · b4 чёрная пешка · a3 белая пешка · b2 чёрная пешка · c2 белая пешка · d2 белая пешка · e2 белая пешка · f2 чёрный конь · h2 чёрная пешка | g8 белый слон · b7 белый конь · d7 чёрная пешка · g7 чёрная пешка · b6 белая пешка · c6 чёрный король · d6 белый конь · f6 чёрная пешка · a5 белый король · b5 чёрная пешка · b4 чёрная пешка · a3 белая пешка · b2 чёрная пешка · c2 белая пешка · d2 белая пешка · e2 белая пешка · f2 чёрный конь · h2 чёрная пешка | g8 белый слон · b7 белый конь · d7 чёрная пешка · g7 чёрная пешка · b6 белая пешка · c6 чёрный король · d6 белый конь · f6 чёрная пешка · a5 белый король · b5 чёрная пешка · b4 чёрная пешка · a3 белая пешка · b2 чёрная пешка · c2 белая пешка · d2 белая пешка · e2 белая пешка · f2 чёрный конь · h2 чёрная пешка | 6 |
| 5 | g8 белый слон · b7 белый конь · d7 чёрная пешка · g7 чёрная пешка · b6 белая пешка · c6 чёрный король · d6 белый конь · f6 чёрная пешка · a5 белый король · b5 чёрная пешка · b4 чёрная пешка · a3 белая пешка · b2 чёрная пешка · c2 белая пешка · d2 белая пешка · e2 белая пешка · f2 чёрный конь · h2 чёрная пешка | g8 белый слон · b7 белый конь · d7 чёрная пешка · g7 чёрная пешка · b6 белая пешка · c6 чёрный король · d6 белый конь · f6 чёрная пешка · a5 белый король · b5 чёрная пешка · b4 чёрная пешка · a3 белая пешка · b2 чёрная пешка · c2 белая пешка · d2 белая пешка · e2 белая пешка · f2 чёрный конь · h2 чёрная пешка | g8 белый слон · b7 белый конь · d7 чёрная пешка · g7 чёрная пешка · b6 белая пешка · c6 чёрный король · d6 белый конь · f6 чёрная пешка · a5 белый король · b5 чёрная пешка · b4 чёрная пешка · a3 белая пешка · b2 чёрная пешка · c2 белая пешка · d2 белая пешка · e2 белая пешка · f2 чёрный конь · h2 чёрная пешка | g8 белый слон · b7 белый конь · d7 чёрная пешка · g7 чёрная пешка · b6 белая пешка · c6 чёрный король · d6 белый конь · f6 чёрная пешка · a5 белый король · b5 чёрная пешка · b4 чёрная пешка · a3 белая пешка · b2 чёрная пешка · c2 белая пешка · d2 белая пешка · e2 белая пешка · f2 чёрный конь · h2 чёрная пешка | g8 белый слон · b7 белый конь · d7 чёрная пешка · g7 чёрная пешка · b6 белая пешка · c6 чёрный король · d6 белый конь · f6 чёрная пешка · a5 белый король · b5 чёрная пешка · b4 чёрная пешка · a3 белая пешка · b2 чёрная пешка · c2 белая пешка · d2 белая пешка · e2 белая пешка · f2 чёрный конь · h2 чёрная пешка | g8 белый слон · b7 белый конь · d7 чёрная пешка · g7 чёрная пешка · b6 белая пешка · c6 чёрный король · d6 белый конь · f6 чёрная пешка · a5 белый король · b5 чёрная пешка · b4 чёрная пешка · a3 белая пешка · b2 чёрная пешка · c2 белая пешка · d2 белая пешка · e2 белая пешка · f2 чёрный конь · h2 чёрная пешка | g8 белый слон · b7 белый конь · d7 чёрная пешка · g7 чёрная пешка · b6 белая пешка · c6 чёрный король · d6 белый конь · f6 чёрная пешка · a5 белый король · b5 чёрная пешка · b4 чёрная пешка · a3 белая пешка · b2 чёрная пешка · c2 белая пешка · d2 белая пешка · e2 белая пешка · f2 чёрный конь · h2 чёрная пешка | g8 белый слон · b7 белый конь · d7 чёрная пешка · g7 чёрная пешка · b6 белая пешка · c6 чёрный король · d6 белый конь · f6 чёрная пешка · a5 белый король · b5 чёрная пешка · b4 чёрная пешка · a3 белая пешка · b2 чёрная пешка · c2 белая пешка · d2 белая пешка · e2 белая пешка · f2 чёрный конь · h2 чёрная пешка | 5 |
| 4 | g8 белый слон · b7 белый конь · d7 чёрная пешка · g7 чёрная пешка · b6 белая пешка · c6 чёрный король · d6 белый конь · f6 чёрная пешка · a5 белый король · b5 чёрная пешка · b4 чёрная пешка · a3 белая пешка · b2 чёрная пешка · c2 белая пешка · d2 белая пешка · e2 белая пешка · f2 чёрный конь · h2 чёрная пешка | g8 белый слон · b7 белый конь · d7 чёрная пешка · g7 чёрная пешка · b6 белая пешка · c6 чёрный король · d6 белый конь · f6 чёрная пешка · a5 белый король · b5 чёрная пешка · b4 чёрная пешка · a3 белая пешка · b2 чёрная пешка · c2 белая пешка · d2 белая пешка · e2 белая пешка · f2 чёрный конь · h2 чёрная пешка | g8 белый слон · b7 белый конь · d7 чёрная пешка · g7 чёрная пешка · b6 белая пешка · c6 чёрный король · d6 белый конь · f6 чёрная пешка · a5 белый король · b5 чёрная пешка · b4 чёрная пешка · a3 белая пешка · b2 чёрная пешка · c2 белая пешка · d2 белая пешка · e2 белая пешка · f2 чёрный конь · h2 чёрная пешка | g8 белый слон · b7 белый конь · d7 чёрная пешка · g7 чёрная пешка · b6 белая пешка · c6 чёрный король · d6 белый конь · f6 чёрная пешка · a5 белый король · b5 чёрная пешка · b4 чёрная пешка · a3 белая пешка · b2 чёрная пешка · c2 белая пешка · d2 белая пешка · e2 белая пешка · f2 чёрный конь · h2 чёрная пешка | g8 белый слон · b7 белый конь · d7 чёрная пешка · g7 чёрная пешка · b6 белая пешка · c6 чёрный король · d6 белый конь · f6 чёрная пешка · a5 белый король · b5 чёрная пешка · b4 чёрная пешка · a3 белая пешка · b2 чёрная пешка · c2 белая пешка · d2 белая пешка · e2 белая пешка · f2 чёрный конь · h2 чёрная пешка | g8 белый слон · b7 белый конь · d7 чёрная пешка · g7 чёрная пешка · b6 белая пешка · c6 чёрный король · d6 белый конь · f6 чёрная пешка · a5 белый король · b5 чёрная пешка · b4 чёрная пешка · a3 белая пешка · b2 чёрная пешка · c2 белая пешка · d2 белая пешка · e2 белая пешка · f2 чёрный конь · h2 чёрная пешка | g8 белый слон · b7 белый конь · d7 чёрная пешка · g7 чёрная пешка · b6 белая пешка · c6 чёрный король · d6 белый конь · f6 чёрная пешка · a5 белый король · b5 чёрная пешка · b4 чёрная пешка · a3 белая пешка · b2 чёрная пешка · c2 белая пешка · d2 белая пешка · e2 белая пешка · f2 чёрный конь · h2 чёрная пешка | g8 белый слон · b7 белый конь · d7 чёрная пешка · g7 чёрная пешка · b6 белая пешка · c6 чёрный король · d6 белый конь · f6 чёрная пешка · a5 белый король · b5 чёрная пешка · b4 чёрная пешка · a3 белая пешка · b2 чёрная пешка · c2 белая пешка · d2 белая пешка · e2 белая пешка · f2 чёрный конь · h2 чёрная пешка | 4 |
| 3 | g8 белый слон · b7 белый конь · d7 чёрная пешка · g7 чёрная пешка · b6 белая пешка · c6 чёрный король · d6 белый конь · f6 чёрная пешка · a5 белый король · b5 чёрная пешка · b4 чёрная пешка · a3 белая пешка · b2 чёрная пешка · c2 белая пешка · d2 белая пешка · e2 белая пешка · f2 чёрный конь · h2 чёрная пешка | g8 белый слон · b7 белый конь · d7 чёрная пешка · g7 чёрная пешка · b6 белая пешка · c6 чёрный король · d6 белый конь · f6 чёрная пешка · a5 белый король · b5 чёрная пешка · b4 чёрная пешка · a3 белая пешка · b2 чёрная пешка · c2 белая пешка · d2 белая пешка · e2 белая пешка · f2 чёрный конь · h2 чёрная пешка | g8 белый слон · b7 белый конь · d7 чёрная пешка · g7 чёрная пешка · b6 белая пешка · c6 чёрный король · d6 белый конь · f6 чёрная пешка · a5 белый король · b5 чёрная пешка · b4 чёрная пешка · a3 белая пешка · b2 чёрная пешка · c2 белая пешка · d2 белая пешка · e2 белая пешка · f2 чёрный конь · h2 чёрная пешка | g8 белый слон · b7 белый конь · d7 чёрная пешка · g7 чёрная пешка · b6 белая пешка · c6 чёрный король · d6 белый конь · f6 чёрная пешка · a5 белый король · b5 чёрная пешка · b4 чёрная пешка · a3 белая пешка · b2 чёрная пешка · c2 белая пешка · d2 белая пешка · e2 белая пешка · f2 чёрный конь · h2 чёрная пешка | g8 белый слон · b7 белый конь · d7 чёрная пешка · g7 чёрная пешка · b6 белая пешка · c6 чёрный король · d6 белый конь · f6 чёрная пешка · a5 белый король · b5 чёрная пешка · b4 чёрная пешка · a3 белая пешка · b2 чёрная пешка · c2 белая пешка · d2 белая пешка · e2 белая пешка · f2 чёрный конь · h2 чёрная пешка | g8 белый слон · b7 белый конь · d7 чёрная пешка · g7 чёрная пешка · b6 белая пешка · c6 чёрный король · d6 белый конь · f6 чёрная пешка · a5 белый король · b5 чёрная пешка · b4 чёрная пешка · a3 белая пешка · b2 чёрная пешка · c2 белая пешка · d2 белая пешка · e2 белая пешка · f2 чёрный конь · h2 чёрная пешка | g8 белый слон · b7 белый конь · d7 чёрная пешка · g7 чёрная пешка · b6 белая пешка · c6 чёрный король · d6 белый конь · f6 чёрная пешка · a5 белый король · b5 чёрная пешка · b4 чёрная пешка · a3 белая пешка · b2 чёрная пешка · c2 белая пешка · d2 белая пешка · e2 белая пешка · f2 чёрный конь · h2 чёрная пешка | g8 белый слон · b7 белый конь · d7 чёрная пешка · g7 чёрная пешка · b6 белая пешка · c6 чёрный король · d6 белый конь · f6 чёрная пешка · a5 белый король · b5 чёрная пешка · b4 чёрная пешка · a3 белая пешка · b2 чёрная пешка · c2 белая пешка · d2 белая пешка · e2 белая пешка · f2 чёрный конь · h2 чёрная пешка | 3 |
| 2 | g8 белый слон · b7 белый конь · d7 чёрная пешка · g7 чёрная пешка · b6 белая пешка · c6 чёрный король · d6 белый конь · f6 чёрная пешка · a5 белый король · b5 чёрная пешка · b4 чёрная пешка · a3 белая пешка · b2 чёрная пешка · c2 белая пешка · d2 белая пешка · e2 белая пешка · f2 чёрный конь · h2 чёрная пешка | g8 белый слон · b7 белый конь · d7 чёрная пешка · g7 чёрная пешка · b6 белая пешка · c6 чёрный король · d6 белый конь · f6 чёрная пешка · a5 белый король · b5 чёрная пешка · b4 чёрная пешка · a3 белая пешка · b2 чёрная пешка · c2 белая пешка · d2 белая пешка · e2 белая пешка · f2 чёрный конь · h2 чёрная пешка | g8 белый слон · b7 белый конь · d7 чёрная пешка · g7 чёрная пешка · b6 белая пешка · c6 чёрный король · d6 белый конь · f6 чёрная пешка · a5 белый король · b5 чёрная пешка · b4 чёрная пешка · a3 белая пешка · b2 чёрная пешка · c2 белая пешка · d2 белая пешка · e2 белая пешка · f2 чёрный конь · h2 чёрная пешка | g8 белый слон · b7 белый конь · d7 чёрная пешка · g7 чёрная пешка · b6 белая пешка · c6 чёрный король · d6 белый конь · f6 чёрная пешка · a5 белый король · b5 чёрная пешка · b4 чёрная пешка · a3 белая пешка · b2 чёрная пешка · c2 белая пешка · d2 белая пешка · e2 белая пешка · f2 чёрный конь · h2 чёрная пешка | g8 белый слон · b7 белый конь · d7 чёрная пешка · g7 чёрная пешка · b6 белая пешка · c6 чёрный король · d6 белый конь · f6 чёрная пешка · a5 белый король · b5 чёрная пешка · b4 чёрная пешка · a3 белая пешка · b2 чёрная пешка · c2 белая пешка · d2 белая пешка · e2 белая пешка · f2 чёрный конь · h2 чёрная пешка | g8 белый слон · b7 белый конь · d7 чёрная пешка · g7 чёрная пешка · b6 белая пешка · c6 чёрный король · d6 белый конь · f6 чёрная пешка · a5 белый король · b5 чёрная пешка · b4 чёрная пешка · a3 белая пешка · b2 чёрная пешка · c2 белая пешка · d2 белая пешка · e2 белая пешка · f2 чёрный конь · h2 чёрная пешка | g8 белый слон · b7 белый конь · d7 чёрная пешка · g7 чёрная пешка · b6 белая пешка · c6 чёрный король · d6 белый конь · f6 чёрная пешка · a5 белый король · b5 чёрная пешка · b4 чёрная пешка · a3 белая пешка · b2 чёрная пешка · c2 белая пешка · d2 белая пешка · e2 белая пешка · f2 чёрный конь · h2 чёрная пешка | g8 белый слон · b7 белый конь · d7 чёрная пешка · g7 чёрная пешка · b6 белая пешка · c6 чёрный король · d6 белый конь · f6 чёрная пешка · a5 белый король · b5 чёрная пешка · b4 чёрная пешка · a3 белая пешка · b2 чёрная пешка · c2 белая пешка · d2 белая пешка · e2 белая пешка · f2 чёрный конь · h2 чёрная пешка | 2 |
| 1 | g8 белый слон · b7 белый конь · d7 чёрная пешка · g7 чёрная пешка · b6 белая пешка · c6 чёрный король · d6 белый конь · f6 чёрная пешка · a5 белый король · b5 чёрная пешка · b4 чёрная пешка · a3 белая пешка · b2 чёрная пешка · c2 белая пешка · d2 белая пешка · e2 белая пешка · f2 чёрный конь · h2 чёрная пешка | g8 белый слон · b7 белый конь · d7 чёрная пешка · g7 чёрная пешка · b6 белая пешка · c6 чёрный король · d6 белый конь · f6 чёрная пешка · a5 белый король · b5 чёрная пешка · b4 чёрная пешка · a3 белая пешка · b2 чёрная пешка · c2 белая пешка · d2 белая пешка · e2 белая пешка · f2 чёрный конь · h2 чёрная пешка | g8 белый слон · b7 белый конь · d7 чёрная пешка · g7 чёрная пешка · b6 белая пешка · c6 чёрный король · d6 белый конь · f6 чёрная пешка · a5 белый король · b5 чёрная пешка · b4 чёрная пешка · a3 белая пешка · b2 чёрная пешка · c2 белая пешка · d2 белая пешка · e2 белая пешка · f2 чёрный конь · h2 чёрная пешка | g8 белый слон · b7 белый конь · d7 чёрная пешка · g7 чёрная пешка · b6 белая пешка · c6 чёрный король · d6 белый конь · f6 чёрная пешка · a5 белый король · b5 чёрная пешка · b4 чёрная пешка · a3 белая пешка · b2 чёрная пешка · c2 белая пешка · d2 белая пешка · e2 белая пешка · f2 чёрный конь · h2 чёрная пешка | g8 белый слон · b7 белый конь · d7 чёрная пешка · g7 чёрная пешка · b6 белая пешка · c6 чёрный король · d6 белый конь · f6 чёрная пешка · a5 белый король · b5 чёрная пешка · b4 чёрная пешка · a3 белая пешка · b2 чёрная пешка · c2 белая пешка · d2 белая пешка · e2 белая пешка · f2 чёрный конь · h2 чёрная пешка | g8 белый слон · b7 белый конь · d7 чёрная пешка · g7 чёрная пешка · b6 белая пешка · c6 чёрный король · d6 белый конь · f6 чёрная пешка · a5 белый король · b5 чёрная пешка · b4 чёрная пешка · a3 белая пешка · b2 чёрная пешка · c2 белая пешка · d2 белая пешка · e2 белая пешка · f2 чёрный конь · h2 чёрная пешка | g8 белый слон · b7 белый конь · d7 чёрная пешка · g7 чёрная пешка · b6 белая пешка · c6 чёрный король · d6 белый конь · f6 чёрная пешка · a5 белый король · b5 чёрная пешка · b4 чёрная пешка · a3 белая пешка · b2 чёрная пешка · c2 белая пешка · d2 белая пешка · e2 белая пешка · f2 чёрный конь · h2 чёрная пешка | g8 белый слон · b7 белый конь · d7 чёрная пешка · g7 чёрная пешка · b6 белая пешка · c6 чёрный король · d6 белый конь · f6 чёрная пешка · a5 белый король · b5 чёрная пешка · b4 чёрная пешка · a3 белая пешка · b2 чёрная пешка · c2 белая пешка · d2 белая пешка · e2 белая пешка · f2 чёрный конь · h2 чёрная пешка | 1 |
|   | a | b | c | d | e | f | g | h |   |

1.d4? h1Ф!, 1.е4? К:е4 2.d4 Кс3!, 1.с4? b: с4! 2.ab b1Ф! 

Решает 1.а4! ba 2.с4! b: с3 3.е4! К:е4 4.d4 и 5.d5#